# Bosnisch-herzegowinische Eishockeyliga
Die Bosnisch-Herzegowinische Eishockeyliga (bosn.: Bosansko Hercegovačka Hokej Liga) ist die höchste Eishockeyliga in Bosnien und Herzegowina.  Die Spiele der Liga werden entgegen der offiziellen IIHF-Regeln nicht in drei Dritteln à 20 Minuten gespielt, sondern in drei Dritteln à 15 Minuten. Alle Spiele der Liga werden im einzigen größeren Eisstadion des Landes ausgetragen, der Traglufthalle vor der Olympiahalle Juan Antonio Samaranch.

## Teilnehmer
- HK Sarajevo
- HK Ilidža 2010
- HK Stari Grad
- Blue Bulls Sarajevo
- HK Bosna

## Titelträger
- 2002/03: HK Bosna
- 2003–2009: keine Meisterschaft
- 2009/10: HK Stari Grad[1]
- 2010/11: HK Bosna[2]
- 2011/12: HK Ilidža 2010
- 2012/13: HK Stari Grad
- 2013/14: HK Stari Grad
- 2014/15: Blue Bulls Sarajevo
- 2015/16: HK Ilidža 2010
- 2017/18: HK Bosna
- 2018/19: HK Stari Grad
- 2019/20: HK Stari Grad
- 2020/21: HK Medvjedi
- 2022/23: HK Stari Grad

## Meisterschaften nach Teams
| Titel | Mannschaft          | Jahr                               |
| ----- | ------------------- | ---------------------------------- |
| 6     | HK Stari Grad       | 2010, 2013, 2014, 2019, 2020, 2023 |
| 2     | HK Bosna            | 2003, 2011                         |
| 2     | HK Ilidža 2010      | 2012, 2016                         |
| 1     | Blue Bulls Sarajevo | 2015                               |
| 1     | HK Medvjedi         | 2021                               |